# ヨーロッパアカザエビ
ヨーロッパアカザエビ (欧州藜海老、Nephrops norvegicus) は、アカザエビ科に属するエビの一種。体色は薄橙色で全長25 cm程度、ヨーロッパで最も重要な食用甲殻類である。アカザエビ等の近縁種がアカザエビ属（Metanephrops）に移動されたため、ヨーロッパアカザエビ属唯一の現生種となっている。大西洋北東部・地中海に生息するが、バルト海・黒海では見られない。成体は巣穴の中で生活し、夜間に外に出て多毛類や魚類などを食べる。
英語ではノルウェイ・ロブスター（Norway lobster）やダブリン・ベイ・プローン（Dublin Bay prawn）、フランス語ではラングスティーヌ（langoustine）、イタリア語ではスカンポ(Scampo)やスカンピなどと呼ばれる。

## 形態
ウミザリガニに比べると細身であるが、その形態は典型的なアカザエビ科のものである。体色は淡い橙で、通常は全長18-20 cm、最大で25 cmになる。第1-3脚は鋏脚となるが、特に第1脚には棘があり大きい。2対の触角の内、第2触角は細く、長い。額角は長く、棘がある。複眼は腎形で、ここからギリシャ語のνεφρός (nephros, "腎臓")・ops ("眼")に由来するNephropsという属名が付けられた。

## 分布
大西洋北東部や北海に生息し、北はアイスランド・ノルウェーから南はポルトガルに及ぶ。アドリア海北部を除き、地中海には少ない。黒海・バルト海には分布しない。非常に細かい堆積物上に生息することから、分布はまばらで、30以上の個体群に分けられる。成体が数百メートルを超えて移動することは少ない。

## 生態

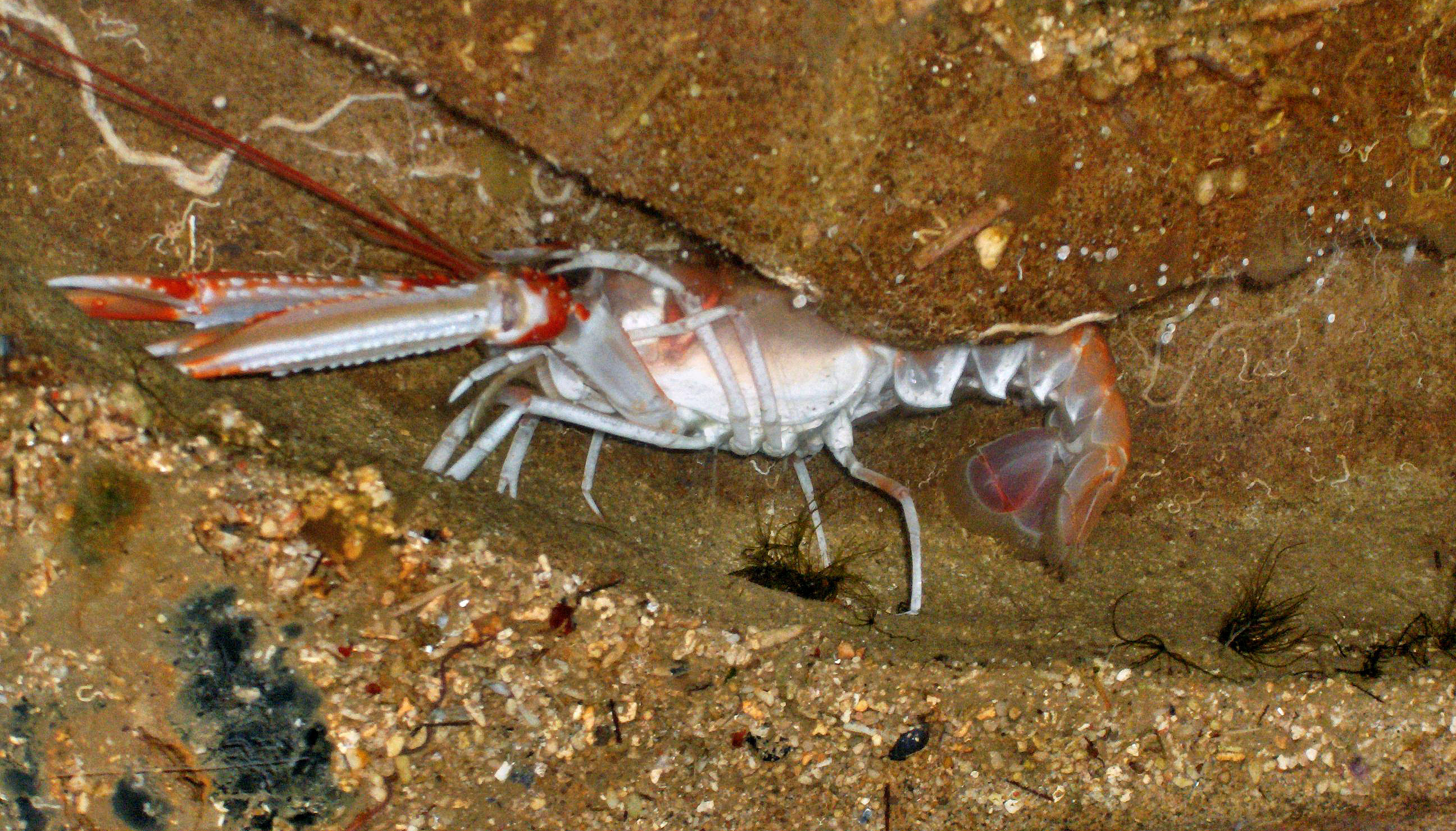
巣穴（モナコ海洋博物館）

生息深度は20-800 m。成体はシルト・粘土を40%以上含む泥底を好み、巣穴を掘ってその中で生活する。巣穴は通常深さ20-30 cm、長さ50-80 cmほどになり、そこを離れるのは摂餌・繁殖の時だけである。

### 餌
捕食者または腐肉食者であり、夜間に巣穴から出て多毛類や魚類などを捕食する。捕食には鋏脚や歩脚が用いられ、顎脚によって口に運ばれる。

### 寄生生物
体表からは付着生物として、ハナフジツボ（Balanus crenatus）やCyclogyra属の有孔虫などが報告されているが、その数は他の十脚類に比べて少ない。1995年12月、本種の口器から片利共生生物であるシンビオン属のパンドラムシ（Symbion pandora）が発見され、新しい門 (分類学)、有輪動物門が立てられた。これに関してサイモン・コンウェイ・モリスは "ここ10年で最大の動物学的発見"と評している。この生物は大西洋・地中海双方のヨーロッパアカザエビ個体群で見られ、付着部位は大顎から第3顎脚に集中している。
最も影響の大きい寄生虫はヘマトジニウム属（Hematodinium）の渦鞭毛藻で、1980年代から本種の漁獲量に影響を与えている。この渦鞭毛藻は様々な十脚類に寄生するが、その分類は遅れている。これが寄生することで背甲に色がついて不透明となるほか、血液が乳白色となり、瀕死になる。これらの症状は脱皮後症候群（post-moult syndrome）として知られる。他の寄生虫としては、グレガリナの一種 Porospora nephropis ・吸虫の Stichocotyle nephropis ・エビヤドリゴカイ科の一種 Histriobdella homariなどがある。

## 生活環

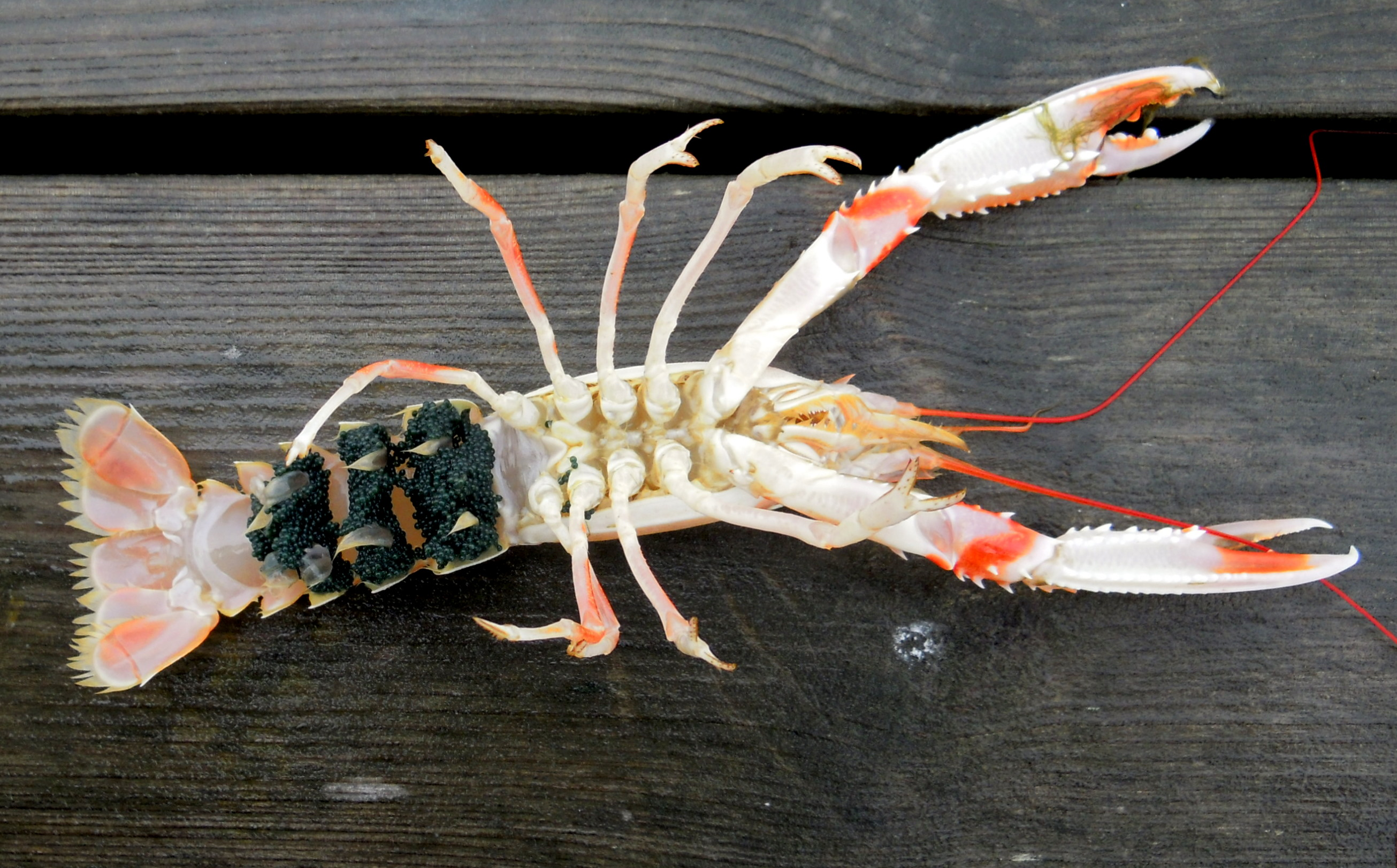
成熟し抱卵している雌のヨーロッパアカザエビ

寿命は5–10年だが、最大で15年というデータもある。成体は晩冬から春にかけて、雄は年に1-2回・雌は1回（卵の孵化後）脱皮する。その後、雌の殻が軟らかい状態で交尾が行われる。卵巣は夏に成熟し、初秋にかけて抱卵する。抱卵中の雌は、卵の孵化まで巣穴の中に留まる。
生息域の南部では概ねこのような生活環を持つが、北部では多少異なる。卵の孵化は水温が低いほど遅くなるため、高緯度では翌年の繁殖期までに卵を孵化させることができない。この場合、雌は1年おきに繁殖することになる。

## 利用

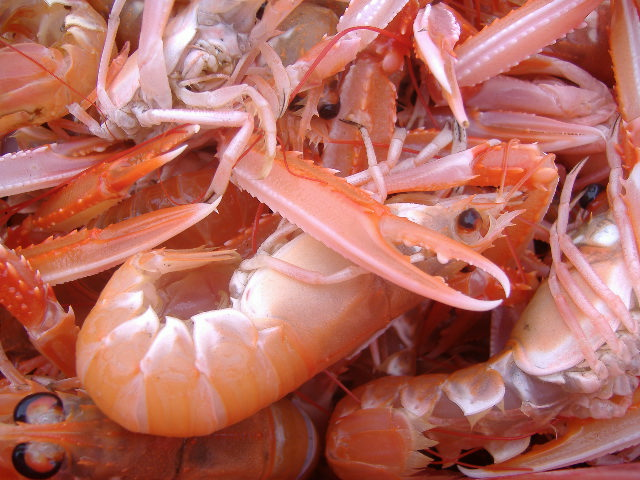
スコットランドで水揚げされた本種

尾部はスキャンピとして食材となる。魚介類のパエリアには丸ごと用いられる。漁業上の重要種であり、トロール網などで年に60,000 t漁獲されるが、その半分はイギリスのEEZ内で漁獲されている。
本種の漁業における廃棄率は非常に高いが、その廃棄物によりヌタウナギのような腐肉食者の餌の37%が賄われているというデータもある。また、プレイスやタラなども大量に混獲されるが、これらの魚種による収入は漁の続行に不可欠だと考えられている。

## 分類
カール・フォン・リンネの『自然の体系』第10版で記載された種の一つである。この際の学名は Cancer Norvegicus であり、模式産地はノルウェー海 (in Mari Norvegico) とされた。その後レクトタイプの選定にあたって、リプケ・ホルトホイスはスウェーデン南部、カテガット海峡に面したクーレン半島 (北緯56度18分 東経12度28分 / 北緯56.300度 東経12.467度) に産した個体を選んだ。シノニムの1つとして、1814年に地中海産の個体に対して命名された Astacus rugosus がある。
1814年にウィリアム・エルフォード・リーチによりヨーロッパアカザエビ属（Nephrops）が立てられ、本種はそこに移された。その後、この属には7種の化石種が含められた。
地中海の個体群は、変種 Nephrops norvegicus var. meridionalis Zariquiey, 1935 として分離されることもあるが、このタクソンは広く認められてはいない。